# Agostinho Carrara
Agostinho Carrara (São Gonçalo, 31 de agosto de 1965) é um personagem fictício da série A Grande Família da TV Globo (antiga Rede Globo). Foi interpretado por Paulo Araújo na 1° versão. Foi também interpretado por Pedro Cardoso na 2° versão.

## História (Referente à 2ª Versão)
Agostinho Carrara, foi criado apenas por sua mãe, pois o seu pai abandonou os dois quando Agostinho era apenas uma criança. Ele é o típico malandro brasileiro, quando tem dinheiro no meio, faz de tudo para se dar bem, mesmo que para isso tenha que colocar sua família nas maiores confusões. É nascido no município de São Gonçalo, sendo portanto, cidadão gonçalense e fluminense.
Simpático, falastrão e mentiroso, ele não hesita em passar a perna no próximo para conseguir o que deseja, especialmente se for o Lineu (Marco Nanini), seu sogro. Apesar da visão distorcida do comportamento ético, ele não faz por maldade, e culpa o seu passado (ter sido abandonado) por ser assim, já que ele teve que aprender a ser esperto para ninguém passá-lo para trás.
Conheceu a Bebel (Guta Stresser) em uma ocasião inusitada: ele caiu de um buraco no teto da família Silva e foi parar direto na cama de Bebel. A paixão foi à primeira vista. Mas tinha um pequeno detalhe. Ele era noivo de Jussara, mas só se separou dela após ter tido relações sexuais com Maria Isabel. Em 1999, Agostinho e Bebel se casaram.
O primeiro emprego que Agostinho conseguiu, no programa, foi de gerente de motel, o que fez sua esposa ficar furiosa, mas ela confiou no marido mesmo assim. Dono de uma grande lábia, sempre conseguiu enganá-la em diversas situações, mas a verdade é que ele a ama de verdade e tenta fazê-la feliz, mas consegue ser em um só tempo espertalhão, machista, megalomaníaco e desastrado, o que frustra Bebel.
Viveu durante anos na casa de Lineu e Nenê (Marieta Severo). A última ele sempre puxa-saco quando quer alguma coisa, e ela raramente diz não. Sempre teve brigas com o cunhado, Tuco (Lúcio Mauro Filho), e com o Seu Floriano (Rogério Cardoso), a quem considerava como pai. Conseguiu alugar a casa do Beiçola (Marcos Oliveira) ao lado da casa dos sogros.
Mentiu para todos quando havia dito que sua mãe, Selma (Betty Faria), tinha morrido. Na verdade era tudo vergonha por sua mãe ter sido chacrete (conhecida como Selminha Paraíso), vergonha que ele tem até os dias de hoje, mas agora se conforma e tenta respeitá-la. Outro que ele não aceitava era o seu pai é Oduvaldo Carrara (Francisco Cuoco), que o largou junto com sua mãe, e nunca mais deu um sinal de vida, até resolver reaparecer em um Natal provocando a ira de Agostinho, mas que acabou o perdoando mesmo assim. Anos mais tarde, Oduvaldo morre, deixando uma herança que na verdade era uma dívida (coisa típica da família Carrara).
Agostinho durante anos tentou ter um filho com a sua esposa, mas infelizmente ele era oco (estéril), o que fazia com o que o seu sonho, e principalmente o sonho de Bebel, não se realizasse. Mas após várias tentativas frustradas, Agostinho e Bebel conseguiram ser pais de uma criança, a quem deram o nome de Floriano da Silva Carrara (grande homenagem feita ao Seu Floriano). Nesse ano ele começa a ter síndrome do pânico por conta dessa novidade e vez outra fica com algumas crises, mas neste mesmo ano ele percebe que agora possui mais uma responsabilidade: ser um pai de família.

### Agostinho na política
Durante anos, Agostinho foi taxista, mas em 2010 tentou seu outro sonho: entrar para a política, mais precisamente como deputado estadual. Preparou uma campanha, que por engano de seus assessores, Tuco e Paulão (Evandro Mesquita), o vídeo errado foi ao ar no horário eleitoral. Viu tudo perder o controle ao competir com o candidato Jamil, que possuía muitos eleitores. No fim, após fazer uma campanha contra si (já que ele queria atrapalhar o adversário, pois ele acreditava que não ganharia), viu sua chance de ganhar voltar (seu adversário estava fora das eleições por causa de suborno). Em uma tentativa desesperada, tentou fazer boca de urna, mas perdeu com apenas dois votos.
Agostinho retomou o sonho de entrar para a política, na 12° temporada. Agora como vereador, o empresário milionário Rui Fontes Albuquerque de Souza (Luís Fernando Guimarães) fez da sede de sua empresa, a Táxi Carrara ou Carrara Táxi, a sede de sua campanha. Agostinho passou por altos e baixos durante a campanha. Tentou forjar o próprio sequestro, um vídeo caiu na internet onde ele, Agostinho, falou que casou virgem, o financiador da campanha dele, Fontes, foi acusado de lavagem de dinheiro, Lineu lutou para que Agostinho não fosse eleito. Mas no fim o sonho virou realidade, no episódio 426 ("O Candidato Que Não Para"), onde o trambiqueiro foi eleito entre os 51 vereadores da cidade do Rio de Janeiro. Logo após a divulgação dos 51 vereadores eleitos, Fontes foi preso na casa de Agostinho, pois as acusações contra o empresário tinham sido confirmadas. Agostinho foi visitar Fontes, na cadeia. Agostinho pensava que Fontes era honesto, mas Fontes falou que financia candidaturas para que os financiados criem leis para ajudar ele em seus golpes. Agostinho discordou e disse que não ia fazer nada para ajudar o empresário. Fontes o ameaçou a tirar tudo o que ele tinha. Após isso Agostinho foi condenado e preso, na cadeia passou por uma pequena transformação em sua personalidade, fez várias tatuagens por todo o corpo e mudou o visual.
O slogan de sua campanha foi: Agostinho Carrara, o candidato que não para. E o jingle era:
Ele se criou na rua,
ele é a voz do povo de verdade,
trabalhador honesto e nunca para,
ele é Agostinho Carrara.
Vereador Agostinho Carrara,
o candidato que não para.

### Carrara Táxi ou Táxi Carrara
Sua nova ideia para aumentar os lucros, vem sendo a frota de táxi que ele criou junto com Paulão, que agora é seu sócio. Após participar do quadro Lata Velha do programa Caldeirão do Huck, do apresentador Luciano Huck (graças a uma carta que Bebel enviou), seu táxi antigo foi reformado e ele, empolgado com a situação, comprou um novo táxi. Os novos gastos que o veículo novo trouxe, quase o fizeram desistir dessa nova empreitada, mas ele está vendo a sua chance mudar, graças a um novo taxista: Tuco, que desistiu da faculdade de veterinária.
A nova frota de táxi, cujo ainda não tem nome (Carrara Táxi ou Táxi Carrara), já foi o motivo de muita confusão na família: um terceiro táxi "amaldiçoado", uma nova concorrente chamada Luxor Táxi e um quase processo vindo do Lineu, que queria proteger seu filho Tuco que dizia sofrer por trabalhar demais (na verdade, o cunhado, estava conversando com sua namorada ao telefone). No final, tudo ficou resolvido e Tuco voltou a trabalhar com Agostinho.
Um novo táxi foi adicionado na frota de Agostinho, o antigo carro do Lineu, que estava parado, pois Lineu ficou em coma por 4 anos. O novo táxi, chamado de 03, pois é o terceiro carro da frota de Agostinho, é dirigido pelo antigo amigo, conselheiro espiritual e agora funcionário de Agostinho, o Pajé Murici (Luís Miranda).

### Prisão, Bebel no poder, Carrara Motos e separação

Agostinho com o visual totalmente mudado saindo da prisão, no primeiro espisódio da 13ª temporada.

Durante a estadia de Agostinho na cadeia, Bebel, sua esposa resolveu administrar a empresa de táxis do marido presidiário. Com Bebel no comando, a frota da "Carrara Táxis Carrara" aumentou e o lucro foi bem maior do que na gestão de Agostinho. A oficina do Paulão (sede da empresa) ficou mais bonita e muito mais moderna. Agostinho como era de se esperar não gostou nem um pouco de ver que nas mãos de sua mulher, a empresa dele teve mais progresso do que na sua própria gestão administrativa. Agostinho passou a ser um "vice-presidente" da frota carrarense e voltou a atuar como taxista.
Depois disso, Bebel teve uma ideia que não agradou nada ao trambiqueiro de Alcântara: Ela vendeu um carro da frota e comprou uma moto, para que Tuco atuasse como moto-táxi. Mesmo com o protesto de Agostinho, a frota de motos teve sucesso no início, porém, Tuco foi assaltado no primeiro dia de experiência na moto de Bebel e perdeu todo o dinheiro que havia ganhado no dia inteiro. Bebel fez uma aposta com Agostinho no começo do dia, de que se a moto rendesse mais do que os carros da empresa, ela podia continuar com as motos e tocar o seu negócio, caso contrário recuperaria o carro, venderia e acabaria totalmente com essa ideia de motos. Quando Tuco chegou com a notícia da perda do dinheiro, obviamente Bebel perdeu a aposta, na manhã do outro dia, ela ainda indo recuperar o carro que havia trocado pela moto, recebeu um pedido de corrida e começou atuar por conta própria. Isabel ganhou bastante dinheiro durante o dia, porém no fim do mesmo, achou que iria perder tudo como Tuco quando foi na mesma favela (Morro do Rato) que o próprio perdeu o dinheiro do dia anterior. Um policial avisou Bebel de que a mesma comunidade fora pacificada e que não teria mais assaltos naquele local daquele dia em diante. Maria Isabel chegou com todo o dinheiro ganho na sede da empresa e disse que a moto dava mais lucros do que os carros e realmente dava. Logo após isso, Bebel contratou mais três funcionárias para a sua recém-fundada "Carrara Motos Carrara", uma delas sendo a Danielle da Padaria, mãe das filhas de Paulão, além dela.
Com a frota de motos da mulherada rendendo muito mais do que a frota de carros dos homens, Agostinho fica decepcionado e furioso por estar perdendo a aposta que fez com Bebel de que se a frota feminina lucrasse mais do que a masculina, ele venderia a parte dele na Táxis Carrara. Agostinho recebe por telefone uma proposta de compra da Motos Carrara e ele o faz. Dando a notícia para sua esposa, ela furiosa e ao mesmo tempo triste rompe temporariamente o casamento com o malandro. Agostinho desolado, recupera a empresa da ex-esposa visando que ela ia o perdoar. Nada feito. Mesmo recuperando a Motos Carrara, Bebel não perdoa Agostinho e pede o divórcio, Agostinho cede, repetindo que ama a ex-mulher. Bebel deseja romper os laços da "Carrara Motos Carrara", frota de moto-táxi integrada pelas mulheres do bairro e liderada por ela com a "Carrara Táxis Carrara", frota de táxis integrada pelos homens do bairro e liderada por seu ex-esposo e atual arquirrival, Agostinho Carrara. Bebel queria o divórcio com separação de bens, porém, quando casou com Augusto, seu pai (Lineu) não a deixou a casar por separação de bens visando que Agostinho iria pegar tudo o que pudesse quando o casal se rompesse, na época Agostinho era muito mais trambiqueiro no que nos dias atuais. 
Bebel chorando não consegue desvincular a empresa dela (Carrara Motos) com a empresa do rival e ex-marido Agostinho (Carrara Táxi), Agostinho chama Beiçola, agora como advogado renomeado para Dr. Abelardo para que o casamento seja comprido na separação de bens e Bebel tenha seu desejo atendido, o que acontece. Agora com a "Carrara Motos Carrara" independente da "Carrara Táxis Carrara" a jovem poderá trabalhar em paz sem a intervenção do ex-marido. 
Agostinho desculpa-se toda hora para Bebel e ela não cede para que os dois se reconciliem, mesmo amando-o. Agora, AC terá que tocar a vida sem Bebel e vendo ela lucrando muito mais com sua empresa de moto-táxis do que ele com sua empresa de táxis. 
Apesar da independência da "Carrara Motos", a sede da empresa ainda continua sendo na Oficina do Paulão que é o mesmo local da sede da "Carrara Táxis".

### Volta a Alcântara, Carrara Mudanças e reconciliação
Durante meses, Agostinho fez inúmeras coisas para Bebel se tornar sua mulher novamente, o que nunca ocorreu. Agostinho vivia diariamente com Bebel na sede de sua e da empresa da então ex-mulher. Após tentar muito, Agostinho tentou fazer algo grande e chamou todos os vizinhos e a família para ajudar no projeto de tentar encantar e se reconciliar com Bebel. Agostinho fez uma megaprodução, com carros, balões, cartazes e tudo mais, e chama Bebel para assistir à apresentação de todo o bairro. No fim, ele tremendo fica de joelhos, pede Bebel em casamento (de novo) e ela recusa a proposta do malandro.
Agostinho desolado decide voltar para seu bairro natal (Alcântara) e deixar a Carrara Táxis Carrara sob os cuidados de Paulão, Bebel fica meio triste com a tal decisão, principalmente porque Florianinho quer ir junto com seu pai. Apesar de protestar, AC deixa o filho ir junto com ele, depois de muito pensar e de Agostinho muito aconselhar, Florianinho volta atrás e decide ficar junto da mãe, Bebel. Agostinho deixa a Baixada Fluminense, depois do protesto do bairro que queria que o ex-presidiário ficasse.
Quando chega em Alcântara, Agostinho se encanta com a recepção do povo e consegue com o mesmo povo uma moradia no bairro. O tempo vai se passando e Agostinho abre a Carrara Mudanças, empresa com a frota de caminhão de mudanças mais popular de Alcântara. O Tinho recebia todo mês a visita de Paulão e Florianinho, que logo quando voltavam de Alcântara contavam as novidades da terrinha para os vizinhos. Numa dessas novidades Paulão e Florianinho contaram à Bebel que uma tal de Sofia era uma parceira e tanto para o malandro e que ela era muito gente boa, tudo isso em forma de "golpe" de Florianinho para que a mãe sentisse ciúme do ex-marido e fosse visitar seu pai, o que aconteceu.
Quando Bebel vai visitar Agostinho em seu horário de trabalho, Bebel descobre que a tal Sofia era uma cachorra e assim descobre a tramoia de seu filho, apesar de estar feliz por sua empresa estar fazendo sucesso, Agostinho diz sentir-se triste por Bebel não estar junto dele e diz que sem Bebel tudo fica sem sentido. Bebel cede e aceita o pedido de desculpas de Agostinho, assim o casal se reconcilia e volta para a Baixada Fluminense, dando fim à Carrara Mudanças e Agostinho retomando o poder da Carrara Táxis Carrara.
Agostinho sai do puxadinho feito por Lineu e Nenê para o casal e volta a morar na casa da família após a partida do casal Lineu e Nenê para a famosa viagem do barco Irene, construído por Lineu. Após 6 meses depois da viagem, Bebel liga para os pais e pede que eles voltem, pois é caso de vida ou morte, assim termina o último episódio da 13ª temporada do seriado.

## Personalidade
Veste-se de maneira exageradamente cafona, combinando camisas listradas com calças xadrez, ou camisas de bolinhas com calças de cores berrantes.
Ele é bem exagerado e enrolado, e por conta disso fala alto e bem rápido, tanto que fica até difícil de entender, fato que foi zombado no episódio "Tá Tudo Errado!", onde ele tinha pouco tempo para dar o seu recado, e não acabou falando nada.
Em muitas situações Agostinho tenta tirar vantagem, mesmo que não pensando no bem de sua família de imediato, como visto em "A Máfia do Vinagrete", onde junto com Bebel, começou a vender vinagrete escondido de Lineu e em "Meu Marido me Trata como se eu Fosse uma Geladeira" vendo em um corte na testa de Seu Flor, uma grande oportunidade de ganhar dinheiro.
Agostinho também já foi bastante preconceituoso. Ele já foi mostrado como racista no episódio "A Melhor Casa da Rua", onde ele não acreditava que um negro pudesse ser dono de um casarão; ele também foi tratado como machista em "Eu Vou Tirar Você Deste Lugar", já que achava que Bebel estava em um trabalho parecido com o de uma prostituta pela roupa e peruca.
Ele também tem problemas com a sua família Carrara. Agostinho tem vergonha de sua mãe Selma, como já foi mostrado em "O Filho da Mãe". Não gosta de seu pai Oduvaldo Carrara por tê-lo abandonado quando criança, como foi visto em "A Enorme Família", sem esquecer sua irmã por parte de pai, Fátima, que apareceu no episódio "Uma Vez Carrara, Carrara Até Morrer!" a fim de tentar dar um golpe nele e assim ganhar dinheiro fácil.
Bastante orgulhoso e invejoso, esse lado ficou bastante explícito nos episódios ''Quem Quer Ser um Taxista'' da 9ª temporada, onde ele não se conformou com o fato de Bebel ganhar mais que ele trabalhando no Táxi e competiu com ela e "Tinha um Quebra-Molas no Meio do Caminho" da 11ª temporada, quando ele não suportou a ideia de ver seu cunhado, Tuco, sendo um taxista melhor do que ele.
Mesmo sendo esperto, ele já se deu mal algumas vezes, como quando tentou enganar o Seu Flor em "Os Safados" ou em "Genro Faz Mal à Saúde!", quando ele fingiu que o táxi tinha sido roubado, mas Lineu descobriu a farsa e deu o troco.
Tem o costume de fazer-se de vítima quando é apanhado em seus trambiques.

## Aniversário
O aniversário de Agostinho foi abordado no episódio "Vai Rolar Bundalelê", mas nada foi comentado sobre o dia e o mês do aniversário (embora o episódio tenha sido exibido em Agosto, não se sabe se esse seria o mês certo). Não se sabe a idade dele também, mas imagina-se que ele tenha nascido na década de 1960, talvez entre 1965 e 1969 (portanto uns 10 anos mais velho que Bebel), não por apenas ele ser razoavelmente grande quando via sua mãe dançando no programa do Chacrinha, mas também porque já foi abordado no seriado, sobre o exame de próstata, e Agostinho é o tipo de homem que jamais iria fazer esse exame antes dos 40 anos (idade mais ou menos indicada para o exame do toque).
Em 2011, teve um outro episódio falando sobre seu aniversário, cujo título foi "Nesta Data Querida!"

## Infância e adolescência
A infância de Agostinho foi muito triste, e ele culpa o seu passado por ser o que ele é atualmente. Ele nasceu e cresceu em Alcântara, um bairro do município de São Gonçalo, na região metropolitana do Rio de Janeiro. O seu pai, Oduvaldo Carrara, abandonou a sua mãe, quando ele era pequeno e por conta disso, foi motivo de chacota por seus colegas de escola quando criança.
Trabalhou em uma moto-táxi na sua adolescência, e pedia comida às pessoas, quando não tinha dinheiro. Ele tentava trabalhar bastante para ajudar a sustentar a casa junto com sua mãe.
Tinha, e ainda tem, vergonha de sua mãe ter trabalhado no programa do Chacrinha. A chacrete foi apelidada de Selminha Paraíso, e com o dinheiro de seu trabalho sustentava a sua família, sem o seu marido.
Anos mais tarde, seu pai voltou e Agostinho só o perdoou, pela insistência de sua família, os Silva, caso o contrário, jamais o teria aceito de volta. Outra que surgiu um tempo depois foi Fátima, irmã por parte de pai de Agostinho. E ela se mostrou tão esperta quanto seu pai, Seu Oduvaldo, e seu irmão, Agostinho, pois usava de sua beleza e simpatia para enganar à vizinhança, mas no final foi descoberta.

## Relações

### Maria Isabel da Silva Carrara (Bebel)
Sua relação com Bebel é bastante conflituosa, sempre estão discutindo por motivos distintos. Antes era por que ela era infantil e caprichosa, conseguindo tudo com choros, berros e beiços, enquanto ele, era machista e ciumento. Com o tempo, a culpa vem sendo mais dele, do que da esposa, já que, mesmo mais amadurecido, ele continua aprontando.
Eles sempre brigaram por qualquer motivo, mas na 1ª temporada, a confusão começou quando Agostinho foi trabalhar como gerente de motel, no início Bebel desconfiou, mas logo depois aceitou o emprego do marido (afinal de contas, ajudaria nas contas do fim do mês e ajudaria a dividir as contas com os pais da moça, já que o jovem casal morava de favor). O mesmo não aconteceu quando Bebel foi trabalhar dois anos depois. Ele queria era sustentá-la, já que para ele lugar de mulher é em casa, visão que Bebel não concorda. Por esse motivo (e por ele não aprovar ver sua mulher vestida de microshort, miniblusa e peruca laranja) que o casamento dos dois entrou em crise durante cinco episódios.
Tudo estava tranquilo, quando finalmente Bebel e Agostinho resolveram, se mudar para a casa ao lado no episódio "O Rei Leão", que era a casa da mãe do Beiçola, a dona Etelvina (já falecida), por esse motivo, eles passaram a pagar aluguel para ele (na maioria das vezes, eles não pagam).
Os dois voltariam a brigar na 5ª temporada, mas dessa vez seria mais sério, pois Agostinho tinha processado a esposa, pedindo pensão alimentícia (episódio "Grande Família: Justiça"), tudo isso porque ele alegava que mesmo com promessas de levá-la para os E.U.A., Maria Isabel havia o largado e não o tratava bem, quando na verdade foi o contrário. Ele que havia mentido sobre a viagem, pois eles iriam atravessar a fronteira, arriscando as suas vidas. Deixou Bebel no avião, já que ele havia sido preso com dinheiro na cueca. Se ela não tivesse feito escândalo pedindo para sair do avião poderia ter viajado sozinha para o México (episódio "Bye Bye, Bebel"). Os dois sofriam, mas não admitiam. Ficaram mais de dez episódios nessa situação. Agostinho ficou morando sozinho na casa alugada. Após alguns episódios pagando pensão para o marido, Bebel finalmente se reconciliou com Agostinho no Natal da família.
Em 2007, na 7ª temporada, Bebel anuncia ao marido, dentro do avião, que estava grávida, e ele se apavora (por conta disso ele começa a ter síndrome do pânico). Com três/quatro meses, Bebel faz uma ultrassom e descobre que é uma menina. Entretanto, no dia 24 de Dezembro, surge uma grande surpresa: é um menino! Com isso, resolveram homenagear o avô falecido, dando o nome de Floriano ao bebê.
Sempre que Bebel arruma um emprego, ele consegue dar um jeito de atrapalhá-la, e assim, fazer ela perder o emprego. Até hoje, isso ainda não mudou, o que faz com que, atualmente, ela esteja fazendo pequenos serviços como manicure.
Após ficar bom tempo separado (e até divorciado) de Bebel na 13ª temporada, depois que o malandro vendeu a empresa de moto-táxis da esposa. Agostinho chegou a voltar para sua terra natal, Alcântara, para recomeçar a vida sem Bebel, porém a eterna companheira de Agostinho o perdoou e os dois voltaram a ser um casal "feliz".

### Irene Souza da Silva (Dona Nenê)
Trata a sua sogra com o maior carinho, por isso muitas vezes, a família o considera um bajulador, mas na realidade, ele vê na Nenê a mãe ideal que ele nunca teve: santa, boazinha, dona de casa, zelosa… Qualidades essas, inexistentes na sua verdadeira mãe, Selma, a qual ele considerou morta durante muito tempo. Ele a defende de tudo e de todos, para ele é Deus no céu e Nenê na terra.

### Lineu Silva
Os dois vivem em conflito, mas se respeitam, afinal de contas, têm uma pessoa em comum: Bebel. Os dois já chegaram a ficar sem se falar por um bom tempo (na 6° Temporada), mas mesmo assim, a confusão continuou a mesma, e também, por que Agostinho e Bebel dependem financeiramente dele. Atualmente, essa situação está mudando, e finalmente Agostinho está ficando mais independente em relação ao sogro (que agora chega a pedir dinheiro ao genro), mas mesmo assim, Lineu tem sempre que ficar de olho, pois Agostinho sempre se mete em confusão e acaba enfiando os pés pelas mãos.

### Artur Silva (Tuco)
Tuco vive implicando com o cunhado. Já que sempre o viu como um safado que vive de passar a perna nos demais integrantes da família. Junto com seu avô, Seu Floriano, viviam fazendo piadas sobre Agostinho. Na 11° Temporada, mesmo que ainda faça constantes provocações a seu cunhado, Tuco passou a integrar a frota de táxis de Agostinho e Paulão.

### Marilda
São constantes as desavenças entre a cabeleireira e o taxista, visto que ela sabe o quão malandro ele é e das tantas tramóias dele que acabam sobrando para Bebel e para o restante da família, assim, ela não confia nele e sempre desconfia que ele está aprontando alguma, nunca encobrindo as falhas dele, uma vez que ela é alvo das constantes fofocas e chacotas dele devido ao fato de ser a eterna encalhada do bairro, o que também gera várias discussões entre eles. É bastante raro ver os dois em harmonia um com o outro.

### Paulão da Regulagem
Os dois são grandes amigos, e vivem tentando criar situações mirabolantes para se dar bem, mesmo que isso acabe prejudicando alguém, o que acaba acontecendo no final. Dessa amizade nasceu a frota de táxis: Carrara Táxis Carrara (o nome é uma junção de Carrara Táxi e Táxi Carrara). Os dois são sócios da empresa, sendo Agostinho sócio-majoritário e Paulão sócio-minoritário. Agostinho é também padrinho das duas filhas gêmeas de Paulão com a Danielle da Padaria.

### Abelardo Taubaté (Beiçola)
Apesar de serem velhos amigos e de Beiçola já ter ajudado Agostinho com alguns trabalhos, o taxista vive passando a perna no pasteleiro desde que passou a viver na antiga casa da "santa mãezinha" dele. Na realidade, Beiçola sempre foi motivo de chacota, não apenas por Agostinho, mas por toda a família, já que ele é bastante fofoqueiro e intrigueiro. Sempre se esquece de pagar o aluguel (inventa desculpas), e acaba colocando a sua esposa, Bebel no meio.

### Maria Angelina Carvalho (Gina)
Mais uma que entra na família, mas, diferentemente das outras pretendentes de Tuco, ela não confia em Agostinho e nem é tão boba. No início, era bastante inocente, mas com o tempo percebeu as principais características do taxista, e por isso, vez ou outra sempre estão em conflito (por divergência de ideias). Essa briga entre os dois acaba criando conflito também com o resto da família, principalmente entre os irmãos Bebel (esposa de Agostinho) e Tuco, noivo de Gina (Natália Lage).

### Florianinho
É o filho do Agostinho, e assim como pai, tem o costume de passar a perna na família, mas o Florianinho consegue ser mais esperto que o pai, e a relação de pai e filho é bem parecida com a de Homer e Bart Simpson, porque ele sempre chama o Agostinho pelo nome, ao invés de pai, mas no fundo se amam.

## Apelidos
- Tinho ou Neguinho – Modo que Bebel o chama. Geralmente ela o chama de Tinho quando está sendo carinhosa com ele ou seduzindo-o; e Neguinho, quando está dando broncas ou sendo sarcástica.
- Lico Rolim

- Gustinho - Chamado por Paulão

## Prêmios
O ator Pedro Cardoso que dá vida a Agostinho foi indicado a um Emmy em 2008 pela interpretação de Agostinho, foi indicado na categoria Melhor ator internacional.
A Grande Família venceu o prêmio Troféu APCA por melhor programa humorístico. Cardoso ainda ganhou 4 vezes o Prêmio Qualidade Brasil na categoria Televisão: Melhor Ator de Humorístico em 2004, 2006, 2007 e 2009.